# Centre de protection des tortues du Sénégal

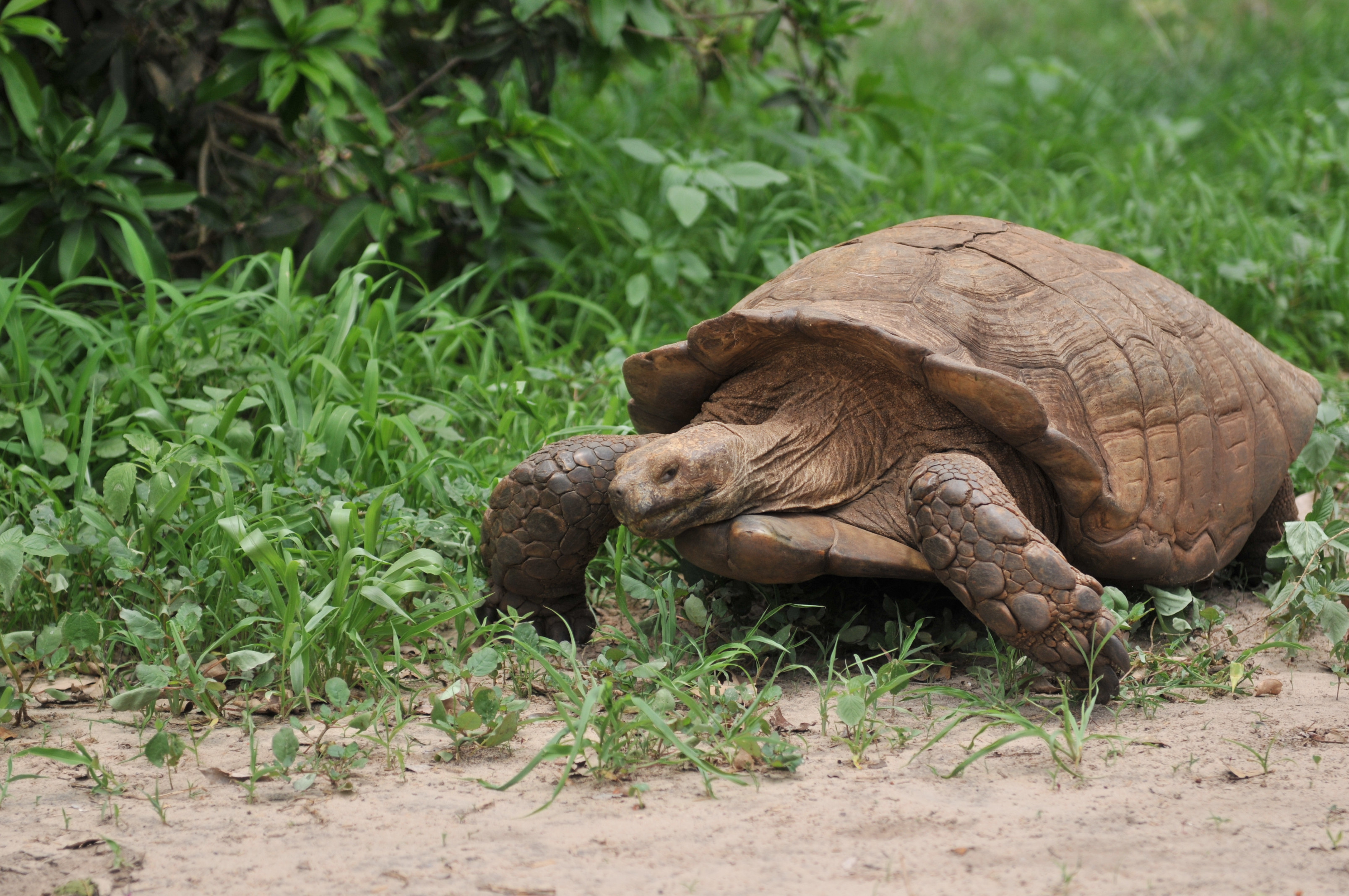
Geochelone sulcata au Village des tortues

Le Centre de protection des tortues du Sénégal (parfois appelé Village des Tortues) est un centre voué à la préservation et à la reproduction des tortues, sur le modèle de celui de Gonfaron.
Il est situé à l'entrée de la presqu'île du Cap-Vert au Sénégal, au nord du village de Noflaye, dans la Réserve spéciale botanique de Noflaye.

## Histoire
Le Centre a ouvert ses portes en octobre 1996.

## Géographie

### Flore
Les enclos sont aménagés à l'intérieur d'un grand jardin botanique, où l'on cultive des plantes médicinales locales.

### Faune
On peut y observer plus de 400 tortues.
Parmi les espèces représentées, on trouve notamment des dizaines de tortues géantes sillonnées (Geochelone sulcata), qui peuvent vivre 150 ans et atteindre 100 kg ; la tortue forestière à charnière dorsale (Kinixys belliana), originaire de Casamance ; la tortue molle du Sénégal (Cyclanorbis senegalensis) ou encore les tortues péluses qui vivent dans le nord et le centre du pays, telles que Pelusios adansonii, Pelusios niger ou la plus commune, Pelusios subrufa.

## Tourisme
Des visites guidées par des spécialistes sont organisées